# 博利亞羅沃市鎮

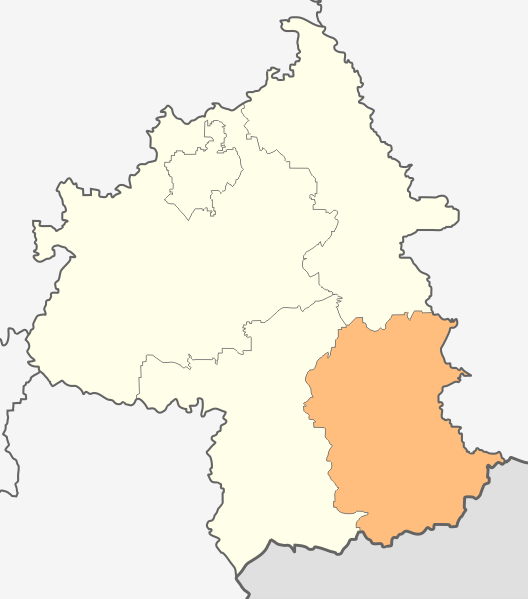

博利亞羅沃市，是保加利亞的城鎮，位於該國東南部，由揚博爾州負責管轄，首府設於博利亞羅沃，面積668平方公里，2011年人口4,160，人口密度每平方公里6.23人。
42°08′58″N 26°48′46″E / 42.149405°N 26.812649°E